# Tư Mã Duật
Tư Mã Duật (chữ Hán: 司马遹; 278-300) biểu tự Hi Tổ (熙祖), tiểu tự Sa Môn (沙门) là tông thất nhà Tấn, hoàng thái tử của Tấn Huệ đế, vua thứ hai của nhà Tấn trong lịch sử Trung Quốc. Ông bị Hoàng hậu Giả Nam Phong phế truất và sát hại năm 300, sau được truy tôn là Mẫn Hoài thái tử. Cái chết của ông cũng châm ngòi cho loạn bát vương đầu thời nhà Tấn.

## Thân thế và thuở nhỏ
Tư Mã Duật là con trai trưởng của Tấn Huệ Đế, vua thứ hai của nhà Tấn với cung nhân Tạ Cửu. Năm 271 TCN, Tư Mã Trung (tức Tấn Huệ Đế, lúc đó đang làm thái tử) lấy con gái đại thần Giả Sung là Giả Nam Phong, phong làm vợ đích, nhưng Giả Nam Phong chỉ sinh toàn con gái, mà đến năm 278 thì Tạ Cửu lại sinh ra con trai là Tư Mã Duật.
Tư Mã Duật từ nhỏ đã thông minh đĩnh ngộ, được vua ông là Tấn Vũ đế yêu quý. Do đó mặc dù thấy Tư Mã Trung bị thiểu năng trí tuệ, nhưng Tấn Vũ đế và Dương Hoàng hậu vẫn giữ ngôi thái tử, vì họ cho rằng tuy con dốt nhưng cháu giỏi thì sau này có thể giúp con, vì vậy càng thôi ý định thay thái tử.
Sau đó Tấn Vũ đế phong cho Tư Mã Duật làm Quảng Lăng vương, phong địa 5 vạn hộ, lại cho đại thần Lưu Thực làm thầy cho ông.

## Được phong thái tử
Năm 290, Tấn Vũ đế mất, Tư Mã Trung lên nối ngôi, tức Tấn Huệ Đế. Huệ đế phong cho Tạ tài nhân làm Thục phi, Tư Mã Duật làm thái tử. Huệ Đế cho tuyển những lão thần như Hà Thiệu làm thái sư, Vương Nhung làm thái phó, Dương Tế làm Thái bảo dạy học cho Tư Mã Duật, lại tuyển Bùi Hiến và Trương Huy Hòa cùng học với ông.
Tư Mã Duật tuy hồi nhỏ thông minh, nhưng lớn lên lại không thích học hành, cũng không tôn kính thầy dạy. Giả Nam Phong (lúc này đã làm Hoàng hậu) muốn toàn quyền nắm triều chính, thường sai người đến dụ dỗ ông không tham gia triều chính. Tuy Giang Thống và Đỗ Tích Đô khuyên ngăn nhưng ông không nghe.

## Kết oán với họ Giả
Tư Mã Duật tính tình cương nghị, lại sinh được ba con trai, nhưng ông ít quan tâm đến triều chính. Bấy giờ Giả Nam Phong thấy Huệ đế ngu ngốc, muốn khống chế triều chính. Chiêm sự Bùi Quyền thấy vậy khuyên ngăn ông nên kết thân với họ Giả để đề phòng hậu hoạn nhưng ông không nghe.
Em gái Giả hậu là Giả Ngọ được gả cho Hàn Thọ, cũng sinh được một con gái. Quách Hoè lại khuyên Giả hậu nên gả cháu gái đó cho Tư Mã Duật để ràng buộc. Nhưng Giả hậu lẫn vợ chồng Giả Ngọ đều không tán thành.
Quách Hoè lại khuyên Giả hậu lấy con gái lớn của tư đồ Vương Diễn cho thái tử Duật để lấy lòng, nhưng Giả hậu lại lấy cô chị xinh đẹp cho em mình là Giả Thuỵ, và lấy cô em là Vương Huệ Phong xấu xí cho thái tử Duật. Thái tử biết chuyện nên căm ghét Giả hậu.
Có lần Tư Mã Duật cùng Thành Đô vương Tư Mã Dĩnh và Giả Mật đi du ngoạn, có xung đột với Giả Mật. Tư Mã Dĩnh bèn trách Giả Mật vô lễ với thái tử. Giả Mật tức giận, khuyên Giả Nam Phong phế thái tử. Giả hậu nghe theo, công khai tuyên bố khuyết điểm của Tư Mã Duật ra ngoài để mọi người biết. Trung Lĩnh quân Triệu Tuấn khuyên Tư Mã Duật ép vua cha phế hậu nhưng ông không nghe.

## Bị phế và bị giết
Bùi Ngỗi, Giả Mô thấy Giả hậu thù địch với thái tử nên rất lo lắng, sợ trong triều sẽ xảy ra biến loạn, bèn bàn với Trương Hoa định phế bỏ Giả hậu, lập Tạ Thục phi là mẹ ruột của thái tử Duật lên thay. Thủ hạ của thái tử Duật là Lưu Biện cũng chủ trương làm binh biến để phế Giả hậu, cũng bàn với Trương Hoa. Tuy nhiên lão thần Trương Hoa muốn yên phận, lại thoái thác rằng chưa từng nghe Giả hậu có ý phế thái tử, do đó không nên gây hấn. Bản thân thái tử Duật cũng không quyết đoán việc binh biến. Do đó việc lật đổ không được thực hiện.
Trương Hoa tiết lộ mưu của Lưu Biện cho Giả hậu, Biện bị điều ra làm quan ở ngoài. Biết mình không thoát khỏi tay Giả hậu, Lưu Biện uống thuốc độc tự sát.
Tháng 12 năm 299, Giả Nam Phong bắt đầu tìm cách hãm hại Tư Mã Duật. Bà ta sai tì nữ Trần Vũ Tứ chuốc rược cho ông say, rồi lừa viết bức thư phản nghịch. Thái tử Duật vì quá say không biết gì nên cứ thế chép lại nội dung do Giả hậu soạn sẵn. Giả hậu mang thư cho Huệ Đế xem để có cớ bỏ thái tử. Huệ Đế ban đầu muốn giết thái tử, nhưng các đại thần Trương Hoa và Bùi Ngỗi phản đối, cho rằng đó không phải là kiểu văn mà ông thường làm. Giả hậu bèn tâu phế Tư Mã Duật làm thứ dân. Sau đó, Giả hậu sai Tư Mã Đạm đưa Tư Mã Duật, Vương Huệ Phong và ba con ông ra an trí ở thành Kim Dung. Mẹ thái tử là Tạ phi cũng bị tống giam và tra tấn tới chết.
Sau khi Tư Mã Duật bị phế, các đại thần đứng lên phản đối. Trung Hữu vệ Đốc Tư Mã Nhã và Thường Tòng đốc Hứa Siêu, Điện trung Trung lang Sĩ Ý muốn phục ngôi thái tử, bèn nhờ cậy Triệu vương Tư Mã Luân. Nhưng Luân sợ thái tử là người khó khống chế, nên nghe theo lời mưu sĩ Tôn Tú, bèn phao tin rằng triều thần muốn phục ngôi thái tử để phế Giả hậu.
Giả hậu sợ hãi, nảy sinh ý định giết Tư Mã Duật. Tháng 3 năm 300, bà ta sai Thái ý lệnh Trình Cứ làm loại độc dược là ba đậu hạnh tử hoàn rồi sai Hoàng môn Tôn Lự Trai đến Hứa Xương hạ độc thái tử để tuyệt đi lòng mong đợi của triều thần.
Trong cung của Tư Mã Duật có người nếm thức ăn để thử độc, Tôn Lự chỉ có cách bức ép thẳng tay, bắt ông ăn thức ăn có độc. Tư Mã Duật hô vang cho người bên ngoài biết, tuy nhiên chỉ một lúc sau thì ông qua đời.
Tư Mã Duật hưởng thọ 23 tuổi (278-300). Sau khi ông mất, Giả hậu sai chôn cất ở Hứa Xương theo lễ của Quảng Lăng vương, rồi giết Lưu Chấn, Tôn Lự và Trình Cứ để bịt đầu mối.

## Sau khi qua đời
Cái chết của Tư Mã Duật đã làm bùng lên loạn bát vương. Cùng năm 300, Triệu vương Tư Mã Luân lấy cớ báo thù cho ông đem quân tấn công vào cung, giết Giả hậu. Kể từ đó, các chư hầu vương bắt đầu nổi dậy, tranh quyền lẫn nhau gây ra bạo loạn khắp nơi. Lợi dụng cơ hội đó, năm 316, quân Hán Triệu ở miền Bắc chiếm được Lạc Dương, tiêu diệt Tây Tấn.

## Gia đình
- Cha: Tấn Hiếu Huệ đế Tư Mã Trung (司马衷)
- Mẹ: Tạ Cửu (谢玖) (sau được phong làm Tài nhân rồi Thục phi)
- Thê thiếp
  - Vương Huệ Phong (王惠风), con gái Thái úy Vương Diễn (王衍)
  - Tưởng Tuấn (蒋俊)
- Con cái
  - Tư Mã Bình (司马虨), mất năm 300, được truy tôn làm Nam Dương vương (南阳王)
  - Tư Mã Tang (司马臧), ban đầu được phong làm Lâm Hoài vương (临淮王), sau khi Giả hậu bị giết được phong làm Hoàng Thái tôn, sau bị Tư Mã Luân phế làm Bộc Dương vương (濮阳王)
  - Tư Mã Thượng (司马尚), được phong làm Tương Dương vương (襄阳王), sau khi Tư Mã Luân bị lật đổ, Tư Mã Trung phục vị, lập thành Hoàng Thái tôn.